# Agelasta konoi amamiana
Agelasta konoi amamiana es una subespecie de escarabajo longicornio del género Agelasta, categorizada en la tribu Mesosini, de la subfamilia Lamiinae. Fue descrita por Hayashi en 1962.

## Descripción
Mide 12-16 mm de longitud.

## Distribución
Se distribuye por Asia: Japón.